# NGC 4599
NGC 4599 is een spiraalvormig sterrenstelsel in het sterrenbeeld Maagd. Het hemelobject werd op 22 februari 1786 ontdekt door de Duits-Britse astronoom William Herschel.

## Synoniemen
- UGC 7833
- MCG 0-32-34
- ZWG 14.99
- PGC 42453